# Batalla del llac Huleh
La batalla del llac Huleh, el juny del 1157, fou un episodi de les croades en què l'exèrcit del rei Balduí III de Jerusalem caigué en un parany en la Vall d'Hula i fou severament derrotat pel de Nur-ad-Din Mahmud, emir d'Alep i Damasc. El rei i alguns dels seus soldats aconseguiren fugir i refugiar-se en un castell de la rodalia, però la resta moriren o bé foren capturats. El Regne de Jerusalem només se salvà de ser conquerit perquè el cap musulmà caigué malalt i hagué d'abandonar la campanya militar.

## Context
El 1154, Nur-ad-Din Mahmud aconseguí el seu objectiu de conquerir Damasc i afegir Síria a l'imperi dels Zengi. En comptes d'enfrontar-se a diversos petits emirats, els estats croats tenien ara com a adversari un poderós imperi unificat sota un sol líder.
Cada any els pastors de Damasc acostumaven a portar els seus ramats a pasturar per la zona de Banias, en territori dels croats, els quals els en donaven permís. El febrer del 1157, Balduí ordenà al seu exèrcit que els ataqués i els expropià els animals per pagar deutes del reialme. Aquest acte d'agressió violava la treva entre el bàndol musulmà i el cristià. Nur ad-Din respongué enviant atacs a totes les poblacions de la frontera del estats cristians.

## Batalla
Nur ad-Din muntà setge a la ciutat fortificada de Banias, situada als peus del Mont Hermon i defensada pels cavallers hospitalers. Pel juny, el rei Balduí aplegà un exèrcit i l'envià a trencar el setge de Banias. Mentre estaven acampats a prop del llac Hula, a la part alta de la vall del riu Jordà, les tropes de Nur ad-Din els atacaren inesperadament. El cronista Guillem de Tir escriví que no hi havia cap home vigilant en el campament cristià. L'historiador R. C. Smail creu que aquesta derrota es produí a causa de la manca de precaució per part del rei Balduí, que no respectà les normes bàsiques d'acampada militar sabent que l'enemic era a prop. Balduí i un petit grup de supervivents aconseguiren refugiar-se en el castell de Safed. Les pèrdues foren considerables. Segons el cronista Ibn al-Qalanisi, molts croats foren capturats però també molts foren decapitats en la batalla, els caps dels quals es portaren a Damasc per fer una celebració de la victòria.

## Conseqüències
Llevat del gran nombre de baixes en el bàndol cristià, territorialment no tingue conseqüències, ja que els musulmans abandonaren el setge de Banias i aquesta ciutat romandria part dels estats croats fins al 1164. Nur ad-Din emmalaltí poc després d'aquesta victòria i Balduí aprofità per iniciar una campanya al nord de Síria. Els francs no aconseguiren muntar setge a Xaizar, però capturaren el castell de Harim per al Principat d'Antioquia l'hivern del 1157. Però això només incità Nur ad-Din a recuperar-lo en la batalla de Harim el 1164, encara que abans hi hagué un altre enfrontament, la batalla d'al-Buqaia el 1163.